# Jane Faber
Pour les articles homonymes, voir Faber.
Jane Faber est une actrice belge, née Jeanne Théodorine de Smet le 19 octobre 1880 à Ixelles (région de Bruxelles-Capitale), morte le 13 mai 1968 à Clichy (Hauts-de-Seine).

## Biographie

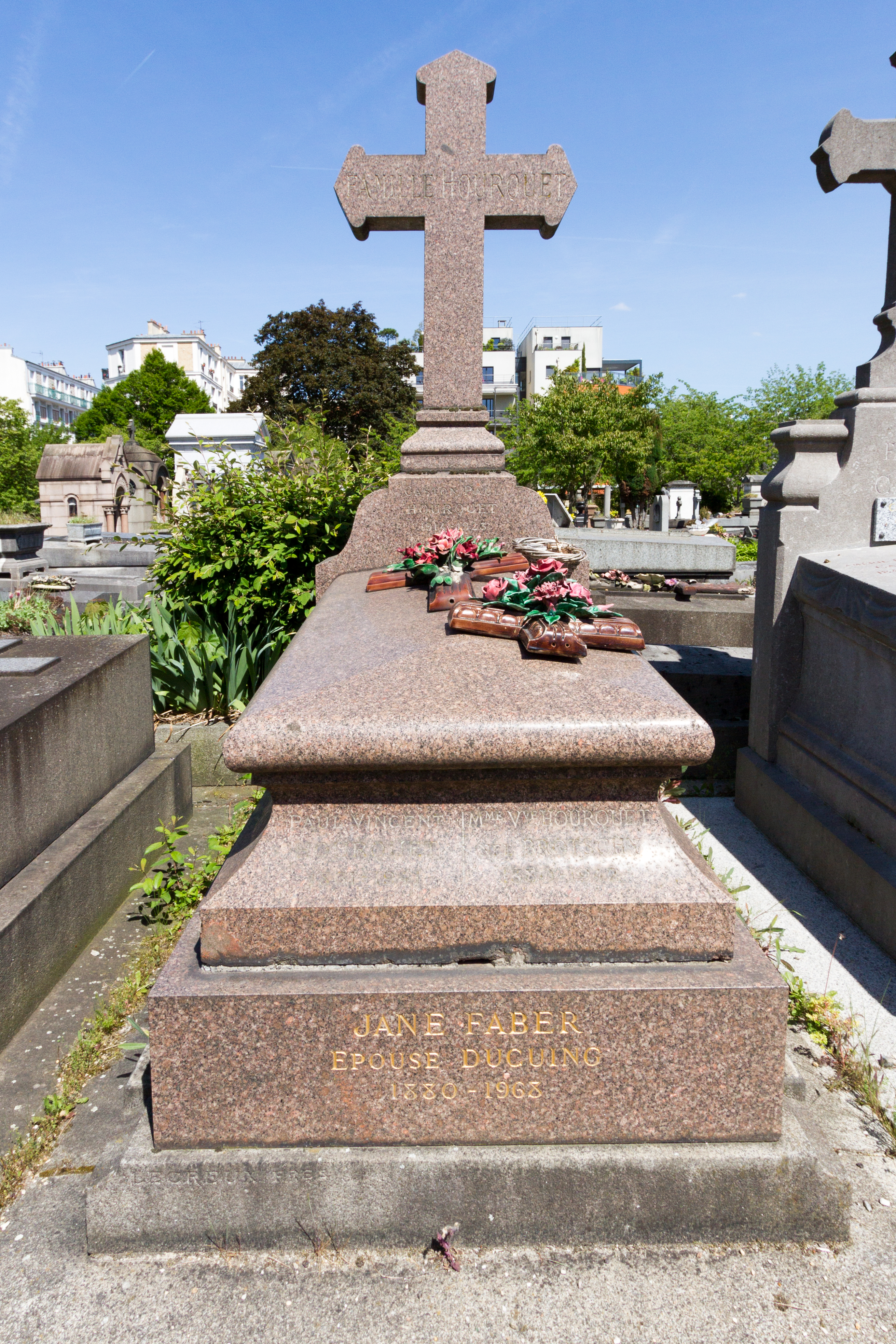
Tombe de Jane Faber au cimetière du Père-Lachaise (division 93).

Sous le nom de scène de Jane Faber, elle est très active au théâtre durant sa carrière — à partir des années 1900 —, qu'elle mène principalement à la Comédie-Française (Paris), de 1910 (devenant alors 268e pensionnaire de l'institution) à 1951.
Parmi les nombreuses pièces qu'elle interprète à la Comédie-Française, mentionnons Poil de carotte de Jules Renard (1912, avec Léon Bernard et Marie Leconte), la comédie-ballet L'Amour médecin de Molière et Jean-Baptiste Lully (1920, avec Georges Berr, Jacques Fenoux et Charles Siblot), La Dispute de Marivaux (1938, avec Jean Martinelli, Irène Brillant et Renée Faure), La Reine morte d'Henry de Montherlant (1942, avec Jean-Louis Barrault, Madeleine Renaud et Jean Yonnel), ainsi que Tartuffe ou l'Imposteur de Molière (1949, avec Jean Yonnel, Jean Martinelli et Louis Seigner).
Au cinéma, Jane Faber contribue à dix-huit films muets français, le premier étant le court métrage L'Âme du violon de Léonce Perret (avec le réalisateur et André Luguet), sorti en 1911. Le dernier est L'Écuyère du même Léonce Perret (avec Jean Angelo), sorti en 1922. Son rôle le plus connu est certainement celui de la princesse Danidoff, au long des cinq films que Louis Feuillade consacre à Fantômas (avec René Navarre dans le rôle-titre), depuis Fantômas (1913) jusqu'à Le Faux Magistrat (1914).
Après un premier film parlant sorti en 1931 (La Prison en folie d'Henry Wulschleger, avec Noël-Noël), Jane Faber ne revient à l'écran que pour trois films sortis dans les années 1950, dont Chéri de Pierre Billon (1950, avec Jean Desailly et Marcelle Chantal) et L'Affaire Maurizius de Julien Duvivier (co-production franco-italienne, 1954, avec Daniel Gélin et Madeleine Robinson), son ultime tournage.
Jane Faber est inhumée au cimetière du Père-Lachaise (93e division).

## Théâtre (sélection)
(pièces jouées à la Comédie-Française, sauf mention contraire)
- 1903 : Les Apaches d'Alexandre Bisson : Mirette (Théâtre du Palais-Royal)
- 1906 : La Chaste Suzanne de Pierre-Louis Flers : Mme Plantin (Théâtre du Palais-Royal)
- 1906 : Gonzague de Pierre Veber : Geneviève (Théâtre du Palais-Royal)
- 1907 : La Marjolaine de Jacques Richepin : La duchesse de Phalaris (Théâtre de la Porte-Saint-Martin)
- 1907 : Les Plumes du paon d'Alexandre Bisson et Julien Berr de Turique : Solange (Théâtre de l'Odéon)
- 1909 : Les Émigrants de Charles-Henry Hirsch : L'américaine (Théâtre de l'Odéon)
- 1910 : Les Marionnettes de Pierre Wolff : Mme Briey
- 1911 : Cher maître de Fernand Vandérem : Mme Haubourdin
- 1912 : Le Ménage de Molière de Maurice Donnay : Mlle Beauval
- 1912 : L'Embuscade d'Henry Kistemaeckers fils : Agnès Morel
- 1912 : Poil de Carotte de Jules Renard : Annette (+ reprises en 1913 et 1916)
- 1912 : Comediante de Maurice Magre, mise en scène de Jules Truffier : La soubrette
- 1912 : Antony d'Alexandre Dumas : Mme de Camps
- 1912 : Le Double Madrigal de Jean Auzanet, mise en scène d'André Antoine : Javotte (Théâtre du Comte Robert de Clermont-Tonnerre, Maisons-Laffitte)
- 1913 : Yvonic de Paul Ferrier et Jeanne Paul-Ferrier : Anne-Marie
- 1913 : La Marche nuptiale d'Henry Bataille : Mme Clozières
- 1920 : L'Amour médecin, comédie-ballet de Molière et Jean-Baptiste Lully (musique) : Lisette
- 1920 : Le Repas du lion de François de Curel : Catherine
- 1920 : Paraître de Maurice Donnay : Mme Naizerone
- 1920 : Sganarelle ou le Cocu imaginaire de Molière : La femme de Sganarelle
- 1920 : Les Deux Écoles d'Alfred Capus : Mme Breneuil
- 1920 : Maman Colibri d'Henry Bataille : Colette de Villedieu
- 1921 : Le Florentin de Champmeslé et Jean de La Fontaine, fragments : Marinette
- 1922 : Les Fourberies de Scapin de Molière, mise en scène de Charles Granval : Zerbinette (+ reprise en 1924)
- 1922 : L'Impromptu de Versailles de Molière : Mlle du Parc
- 1922 : Le Mariage forcé, comédie-ballet de Molière et Jean-Baptiste Lully (musique) : La seconde égyptienne
- 1922 : Le Paon de Francis de Croisset : Corysandre
- 1922 : Vautrin d'Edmond Guiraud, d'après le personnage éponyme d'Honoré de Balzac : Florine
- 1922 : L'amour veille de Gaston Arman de Caillavet et Robert de Flers : Lucienne de Morfontaine
- 1923 : Le Dépit amoureux de Molière : Rosine
- 1923 : La Mégère apprivoisée de William Shakespeare, adaptation de Paul Delair : Curtis
- 1924 : La Bonne Mère de Jean-Pierre Claris de Florian : Mathurin
- 1924 : La Reprise de Maurice Donnay : La baronne Dupin
- 1929 : Le Marchand de Paris d'Edmond Fleg : Judith Brizac
- 1931 : La Belle Aventure de Gaston Armand de Caillavet, Robert de Flers et Étienne Rey : La comtesse d'Eguzon
- 1936 : Hedda Gabler d'Henrik Ibsen, adaptation de Maurice Prozor, mise en scène d'Aurélien Lugné-Poë : Berthe (+ reprise en 1938)
- 1937 : Chacun sa vérité de Luigi Pirandello, adaptation de Benjamin Crémieux, mise en scène de Charles Dullin : Mme Nenni
- 1938 : La Dispute de Marivaux, mise en scène de Jean Martinelli : Carise (+ reprise en 1944)
- 1940 : L'Âne de Buridan de Gaston Arman de Caillavet et Robert de Flers, mise en scène de Pierre Bertin : La baronne de M
- 1942 : L'Autre Danger de Maurice Donnay : Mme Jadain mère
- 1942 : La Reine morte d'Henry de Montherlant, mise en scène de Pierre Dux : Une dame d'honneur
- 1943 : Le Sot et le Fripon de Carmontelle : Mme de La Tasse
- 1943 : Le Soulier de satin de Paul Claudel, musique de scène d'Arthur Honegger, mise en scène de Jean-Louis Barrault : La religieuse
- 1944 : Ruy Blas de Victor Hugo, mise en scène de Pierre Dux : La duègne
- 1944 : Les Fiancés du Havre d'Armand Salacrou, mise en scène de Pierre Dux : Antonia (+ reprise en 1946)
- 1945 : L'Ami Fritz, adaptation du roman éponyme d'Erckmann-Chatrian : Lisbeth
- 1947 : Le Lever du soleil de François Porché et Madame Simone, mise en scène de cette dernière : Rose
- 1947 : Les affaires sont les affaires d'Octave Mirbeau, mise en scène de Fernand Ledoux : Mme Lechat
- 1948 : Cantique des cantiques de Jean Giraudoux, mise en scène de Louis Jouvet : La caissière
- 1948 : Cyrano de Bergerac d'Edmond Rostand, mise en scène de Pierre Dux : La duègne
- 1948 : Les Temps difficiles d'Édouard Bourdet, mise en scène de Pierre Dux : Mme Antonin Faure
- 1949 : Tartuffe ou l'Imposteur de Molière, mise en scène de Pierre Bertin : Mme Pernelle, mère d'Orgon
- 1950 : Le Chant du berceau de Gregorio Martínez Sierra et María Martínez Sierra : Sœur Tourrière
- 1951 : Chacun sa vérité de Luigi Pirandello, mise en scène originale de Charles Dullin reprise par Julien Bertheau : Mme Nenni

## Filmographie complète

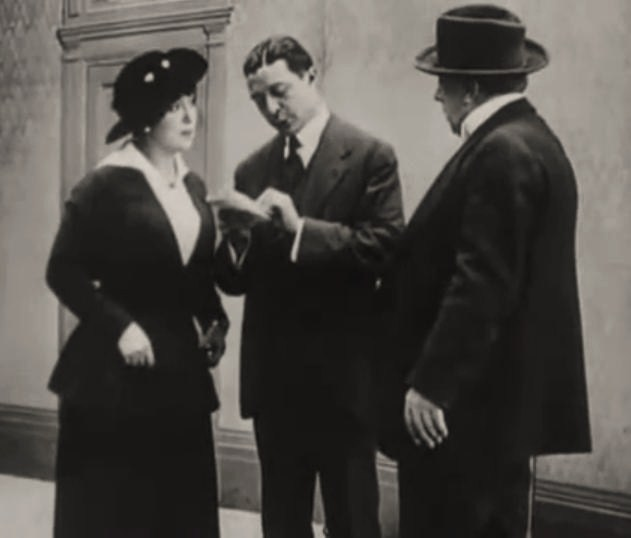
Jane Faber et Henri Desfontaines (au centre) répétant L'Avare de Molière, sous la direction d'André Antoine, dans Ceux de chez nous (1915)

- 1911 : L'Âme du violon de Léonce Perret : rôle non-spécifié
- 1912 : Le Lys dans la mansarde de René Leprince et Georges Monca : Lison
- 1913 : Fantômas de Louis Feuillade : La princesse Danidoff
- 1913 : Juve contre Fantômas de Louis Feuillade : La princesse Danidoff
- 1913 : Le Mort qui tue de Louis Feuillade : La princesse Danidoff
- 1914 : Prête-moi ta femme de Jacques Roullet : rôle non-spécifié
- 1914 : Fantômas contre Fantômas de Louis Feuillade : La princesse Danidoff
- 1914 : L'Oiseau de proie : réalisateur et rôle non-spécifiés
- 1914 : Le Faux Magistrat de Louis Feuillade : La princesse Danidoff
- 1914 : Le Paradis de Gaston Leprieur : rôle non-spécifié
- 1915 : Ceux de chez nous, documentaire de Sacha Guitry : elle-même
- 1916 : Paris pendant la guerre d'Henri Diamant-Berger : Gavroche
- 1916 : L'Hôtel du libre échange de Marcel Simon : rôle non-spécifié
- 1917 : Le Clown de Maurice de Féraudy : rôle non-spécifié
- 1917 : Déception : réalisateur et rôle non-spécifiés
- 1921 : Miss Rovel de Jean Kemm : Mme Rovel
- 1922 : Molière, sa vie, son œuvre, documentaire de Jacques de Féraudy : elle-même
- 1922 : L'Écuyère de Léonce Perret : Mlle Tournade
- 1931 : La Prison en folie d'Henry Wulschleger : rôle non-spécifié
- 1950 : Chéri de Pierre Billon : Lili
- 1952 : La Vie de Sainte Thérèse de Lisieux ou Procès au Vatican d'André Haguet : rôle non-spécifié
- 1954 : L'Affaire Maurizius de Julien Duvivier : la gouvernante

## Note et référence
1. ↑  D'après la Base documentaire La Grange pré-citée.